# Маршова-Рашов
Маршова-Рашов — (словац. Maršová-Rašov), село (обец) в складі Окресу Битча розташоване в Жилінському краї Словаччини. Перша згадка про село датована 1400 роком. До складу обца входять села Маршова та Рашов.
Обец Маршова-Рашов розташований в історичному регіоні Словаччини — Стажовських гір (Strážovských vrchoch) в їх південно-західній частині у підніжжі масиву Суловських скель орієнтовне розташування — супутникові знімки [Архівовано 25 серпня 2011 у WebCite]. Обец розтягнувся по всій долині Рашовського потоку паралельно течії найбільшої словацької річки Ваг, а саме, у її поймі займає площу в 949 гектарів з 780 мешканцями. Розміщений орієнтовно на висоті в 310 метрів над рівнем моря, відоме своїми природними, рекреаційними ресурсами. В обці розташовані численні історичні пам'ятки, як в Маршові так й в Рашові. Але найвизначальнішим цієї місцини є туристична принада — Сульовські скелі, котрі відомі за межами самої Словаччини. З Маршово-Рашовою пов'язані: народовець Йозеф Урбановський (Jozef Urbanovský), футбольний воротар та тренер Франтішек Смак (František Smak). В околиці обци Рашов, саме в лісовому гірському масиві розміщена регулярна військова частина. Недалеко від Маршови-Рашова (3 км) пролягає загальноєвропейського значення автомагістраль Е50 та Е75.

## Населення
| Рік:            | 1994. | 2004.   | 2014. | 2024.    |
| --------------- | ----- | ------- | ----- | -------- |
| Кількість осіб: | 728   | 780     | 858   | 1066     |
| Різниця:        |       | +7,14 % | +10 % | +24,24 % |

| Рік:            | 2023. | 2024.   |
| --------------- | ----- | ------- |
| Кількість осіб: | 1064  | 1066    |
| Різниця:        |       | +0,18 % |

## Пам'ятки
Найвідоміші історичні пам'ятки Рашова:
- Капличка (в манері пізнього класицизму, побудована орієнтовно в 1848 році)
- Капличка (побудована орієнтовно в другій половині 19 століття)
- Курія (в манері псевдоготики, побудована орієнтовно в останній третині 19 століття)